# Rudolf Thalhammer
Rudolf Thalhammer (* 29. März 1920 in Hornstein (Burgenland); † 23. Mai 2013 in Gmunden) war ein österreichischer Politiker (SPÖ).
Rudolf Thalhammer war Technischer Angestellter bei der Gmundner Keramik KG.
Von 1949 bis 1968 war er Betriebsratsobmann der Gmundner Keramik KG, von 1955 bis 1962 Stadtrat, von 1962 bis 1979 Vizebürgermeister von Gmunden.
Von 1962 bis 1983 war er Abgeordneter zum Nationalrat, von 1979 bis 1983 Dritter Präsident des Nationalrates.

## Ehrungen
- 1984: Großkreuz des Ordens des Infanten Dom Henrique[1]